# Polanka Esperantystów
Polanka Esperantystów (česky Paseka/Mýtina/Planina esperantistů) je malý veřejný park u hranice jižní části Trojměstského krajinného parku (Trójmiejski Park Krajobrazowy) v části Świemirowo města Sopoty v Pomořském vojvodství v severním Polsku. Park souvisí s historií mezinárodního jazyka Esperanto, který vznikl v Polsku.

## Další informace
Polanka Esperantystów je úzce spojena s mezinárodním jazykem Esperanto, jehož tvůrcem byl varšavský lékař Ludwik Łazarz Zamenhof. V létě roku 1927 se v Gdaňsku konal 19. světový kongres Esperanta, které se shodovalo se 40. výročí Esperanta. Jako připomínku těchto událostí nabídly úřady města Sopoty esperantistům kus bažinaté oblasti v Świemirowském údolí, nedaleko pramene Potoka Torento. Místo dostalo název "Esperantogrund" (Země esperanta) a byla zde umístěna pamětní deska s textem v esperantu a němčině. Místo bylo vysušeno a byl zde umístěn bludný balvan s nápisem "Esperantoweg" (Cesta Esperanto).‎ Dne ‎31. července 1927 se zde shromáždili zástupci více než třiceti zemí, aby zde slavnostně zasadili jubilejní dub a odhalili kámen. ‎Jubilejní dub přežil pouhých 11 let, protože v roce 1938 byl pokácen a pamětní deska byla odstraněna. Důvody pro tento čin byly ideologické, protože se jazyk Esperanto neslučoval s myšlenkami nacististické ideologie.
U příležitosti stého výročí narození L. Zamenhofa, se v červenci 1959 konal v Gdaňsku 15. mezinárodní kongres esperantské mládeže a mladí esperantisté se z různých zemí shromáždili na tomto místě a vysadili nový, tentokrát 32 let starý dub, odpovídající věku prvního dubu z roku 1927. V té době byl také odhalen nový pamětní kámen s nápisem v esperantu popisující historii tohoto místa.
Na místě se nacházejí také lavičky, informační tabule a křižovatka turistických stezek.

## Galerie

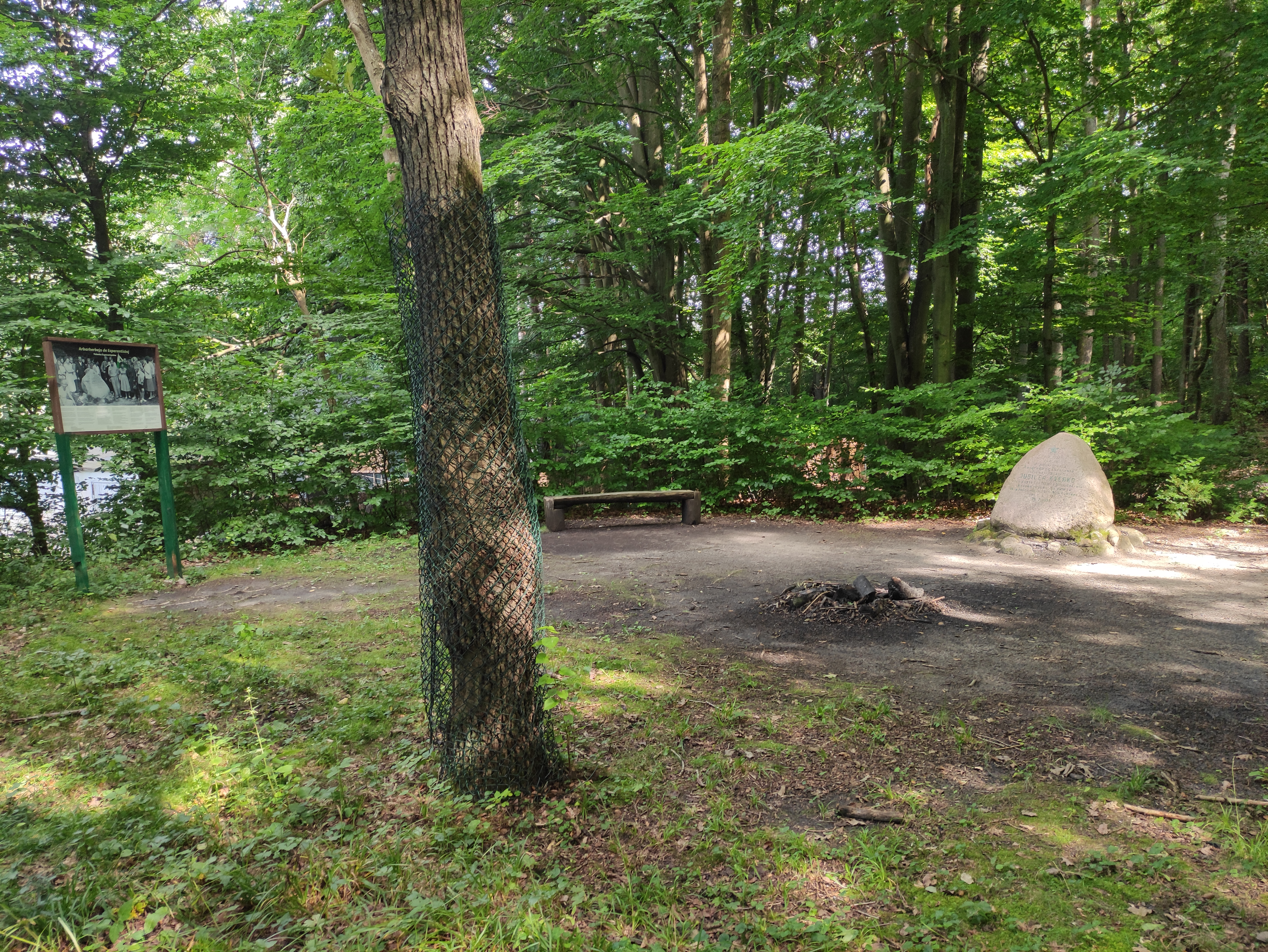
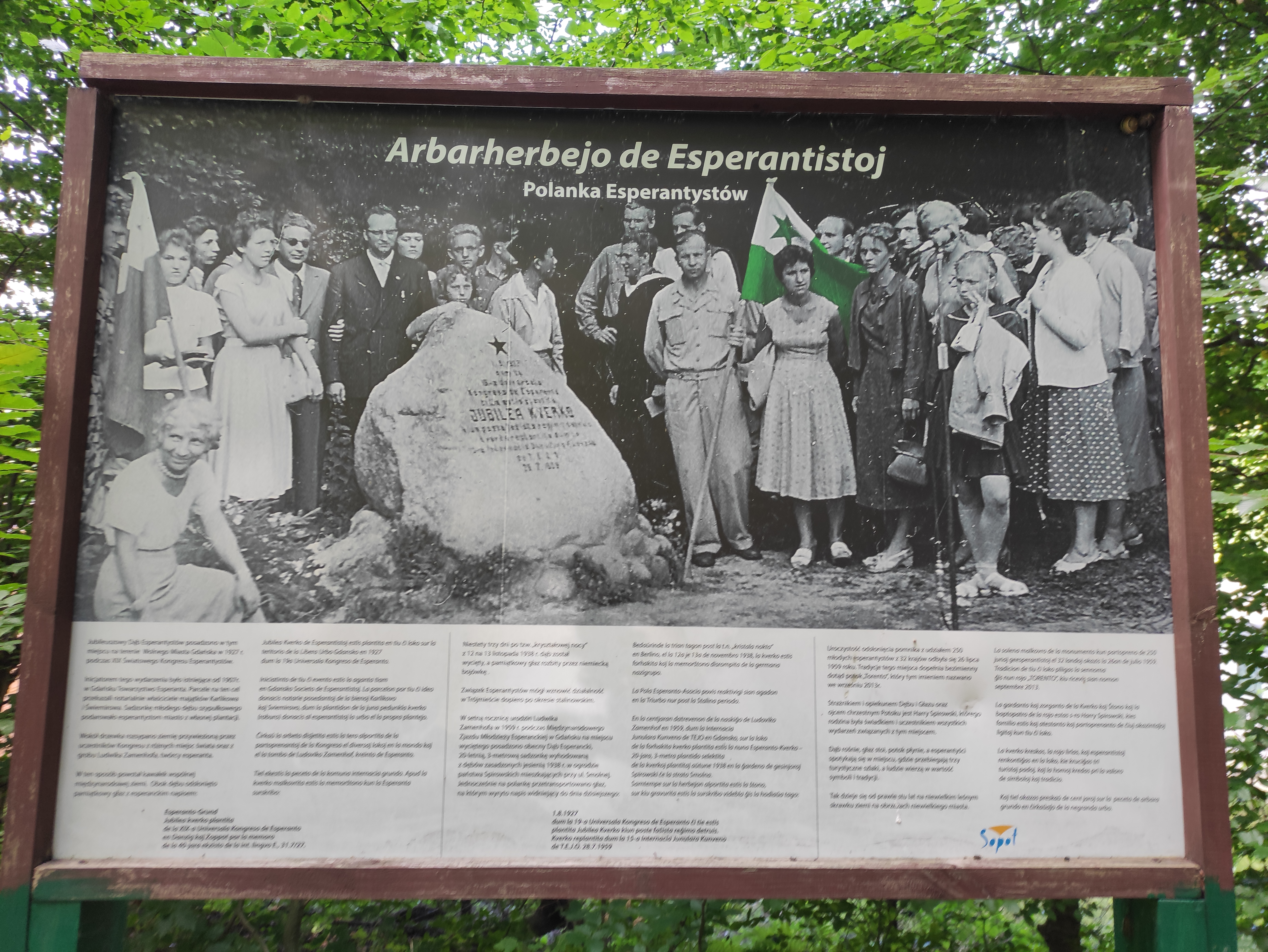
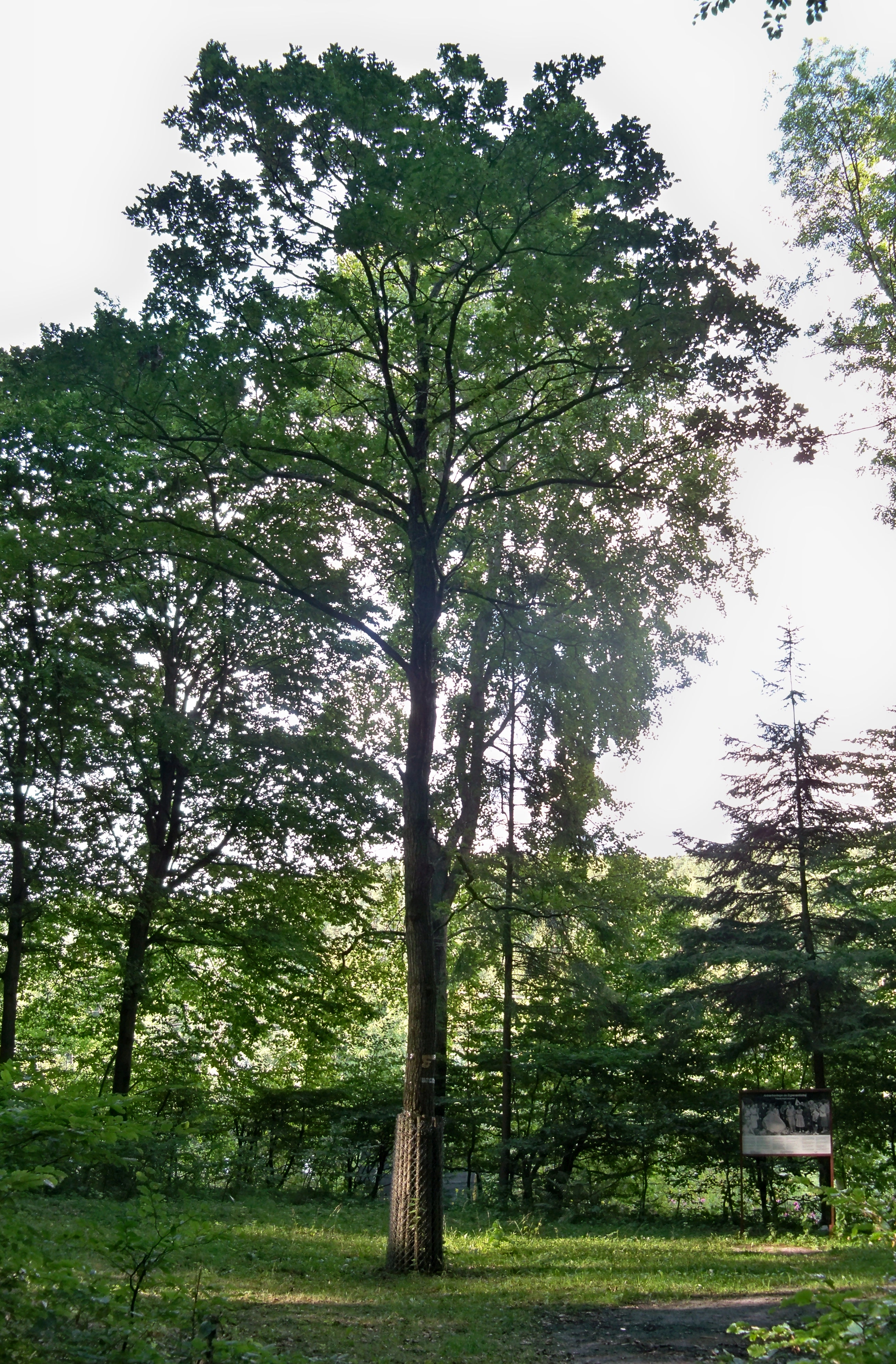